# 藤興
藤興株式会社（ふじこう）はパチスロ機のメーカー。過去の企業名は「大東音響株式会社」（だいとうおんきょう）。

## 概要
船井電機のゲーム機部門として1982年に発足。1999年11月、「キングガルフ」「リズムボーイズ」が不法改造（裏モノ）機として警視庁、広島県警に摘発を受ける。これに関連し、翌年2000年2月には風営法違反の疑いで同社社長らが逮捕され（後に不起訴）、7月には「リズムボーイズ」など6機種が検定取り消しとなった。これにより大東音響は3年間パチスロの検定申請が不許可となる。しかし大東音響は、不正改造は販売店が行った事であり当社は関与していないとの理由で東京地裁に検定取り消しの取り消しを求め提訴を行った。この裁判では一部主張が認められ、「ワンワンハウスA」「リズムボーイズマスター」の2機種は検定取り消しの取り消しが認可されたが、「リズムボーイズ」「ギンカクオー」「パニックマスター」「まいど」の4機種は請求が棄却された。
2002年には社名変更を行い、大東音響から藤興株式会社となった。そして2007年9月に7年振りの新機種「男気!祭野郎」を発売した。
2011年3月末で、日本電動式遊技機工業協同組合（日電協）を脱退。

## パチスロ機種

### 1〜4号機（主要機種、大東音響時代）
- 1985年 - クーガー（1号機）
- 1988年 - ベンハー（2号機）
- 1990年 - ビッグベンハー（3号機）
- 1991年 - マジカルベンハー（3号機）
- 1993年 - ザンガスI (4号機)
- 1995年 - ダブルベリー、ザンガスⅡ
- 1996年 - キングガルフ
- 1997年 - パピードッグ
- 1998年 - リズムボーイズ
- 1999年 - リズムボーイズマスター、開運招き猫7A

### 5号機（藤興時代）
- 2007年 - 男気!祭野郎
- 2009年 - キングガルフ2